# Calcutta Transfer
Calcutta Transfer var namnet på en svensk reggaegrupp under tidigt 1980-tal och även ett alter ego för bandets frontfigur Tom Hofwander (också känd som "Internal Dread").
Bandet släppte två LP:n på bolaget Mistlur Records.